# Obervogelgesang (železniční zastávka)
Obervogelgesang je železniční zastávka ležící na levém břehu Labe v Obervogelgesangu, místní části velkého okresního města Pirna v zemském okrese Saské Švýcarsko-Východní Krušné hory. Leží na železniční trati Děčín–Dresden.

## Historie
Zastávka byla uvedena do provozu v roce 1870, tedy 20 let po výstavbě úseku železniční trati vedoucího přes Obervogelgesang. Roku 1893 byly postaveny dvě hrázděné čekárny, které jsou památkově chráněné. V roce 1908 byl zbudován podchod. Od roku 1936 nesla zastávka označení Obervogelgesang (Sächs Schweiz), od roku 1939 pak Obervogelgesang (Kr Pirna).

## Doprava
Železniční zastávku obsluhují vlaky linky S1 příměstské železnice metropolitní oblasti Drážďan, které jezdí v intervalu 30 minut na trase Míšeň–Schöna.